# Носков, Константин Юрьевич
Константи́н Ю́рьевич Носко́в (род. 26 сентября 1978, п. Октябрьский, Устьянский район, Архангельская область, РСФСР, СССР) — российский государственный и политический деятель. Заместитель председателя совета директоров АО «Почта России». Министр цифрового развития, связи и массовых коммуникаций Российской Федерации с 18 мая 2018 по 15 января 2020 (исполняющий обязанности с 15 по 21 января 2020).
Эксперт в сфере IT, руководитель Аналитического центра при Правительстве Российской Федерации (2012—2018).

## Биография

### Образование
В 2000 году окончил Московскую государственную академию приборостроения и информатики по специальности «Автоматизированные системы обработки информации и управления».
В 2001 году окончил магистратуру Высшей школы экономики по специальности «Стратегическое управление».

### Трудовая деятельность
2000—2001 — экономический аналитик программы «Большие деньги» телеканала НТВ.
2001—2008 — работал в Министерстве экономического развития и торговли Российской Федерации:
2001—2004 — главный специалист, заместитель начальника отдела, начальник отдела программ экономического развития Департамента программ развития экономики и сотрудничества с международными финансовыми организациями;
2004—2008 — заместитель директора Департамента стратегии социально-экономических реформ, заместитель директора Департамента бюджетирования по результатам и сводного финансового баланса.
2008—2009 — заместитель директора Департамента государственного управления, регионального развития и местного самоуправления в Правительстве Российской Федерации;
2009—2011 — директор Департамента информационных технологий и связи Правительства Российской Федерации.
С 30 ноября 2012 года — руководитель Аналитического центра при Правительстве Российской Федерации.

### Министр цифрового развития, связи и массовых коммуникаций
18 мая 2018 года предложен Председателем Правительства Российской Федерации Дмитрием Анатольевичем Медведевым на должность главы Министерства цифрового развития, связи и массовых коммуникаций Российской Федерации в составе нового правительства.
В тот же день был назначен на должность министра указом Президента Российской Федерации.
Несмотря на оказываемое давление администрацией президента, в июле 2019 года выступил против законопроекта об ограничении доли иностранного капитала в интернет-компаниях, внесённого в Госдуму депутатом от партии «Единая Россия» Антоном Горелкиным. По словам министра, законопроект направлен против работы «Яндекса» и Mail.ru Group, являющихся «национальным достоянием России». Кроме того, он назвал ситуацию вокруг законопроекта закручиванием государством гаек.
15 января 2020 после оглашения послания Президента Федеральному Собранию, в котором Владимир Путин высказался за внесение в Конституцию ряда изменений, в том числе по формированию правительства, кабинет министров страны ушёл в отставку. В новый состав правительства Михаила Мишустина не вошёл.

### Деятельность после отставки
С сентября 2020 года — управляющий Санкт-Петербургской валютной биржи. Уже в январе 2021 года покидает пост по собственному желанию, объяснив это разногласиями «в видении перспектив с акционерами».
В октябре 2021 года стало известно, что экс-министр получил 80% в ООО «Институт финансово-экономического мониторинга» (позже переименовано в ООО «Национальное аналитическое агентство»), занимающееся консультированием по вопросам коммерческой деятельности и управления

## Награды
- Нагрудный знак «За цифровизацию Алании» (февраль 2019 года) — за внедрение инновационных проектов в сфере развития цифровой экономики Республики Северная Осетия-Алания[14];
- Медаль «За вклад в развитие Евразийского экономического союза» (29 мая 2019 года, Высший совет Евразийского экономического союза)[15];
- Лауреат премии Высшей школы экономики HSE Alumni Awards 2009[16].